# 基隆市中正區正濱國民小學
25°08′47″N 121°46′14″E / 25.146285°N 121.770558°E
基隆市中正區正濱國民小學，簡稱正濱國小，是臺灣基隆市中正區的一所國民小學，鄰近海大附中、二信高中，學校源自1937年設立的「真砂尋常小學校」。

## 校史
正濱國小原為1937年4月1日設立的「真砂尋常小學校」，是基隆市設立的第四所小學校。設校緣由是因為基隆市入學人數逐漸增加，當時基隆市的小學校都已達到了額滿的狀態，加上基隆市東側的濱町、真砂町在當時快速發展，因此決定在此增設小學校。校地選在真砂町稅關宿舍東側，且因地勢較低，所以還把山坡的土地用來填平地勢。1941年4月1日，學校因臺灣教育令修正而改制為「真砂國民學校」，此時的地址為臺北州基隆市真砂町148番地。
二戰後，學校在1946年6月改為基隆市中正區「中正第二國民學校」，在1949年8月改為「正濱國民學校」。1968年8月1日，因九年國民教育實施而改為「正濱國民小學」。

## 歷任校長
日治時期
- 澁江和三郎：1937年4月~1939年（原任雙葉尋常小學校訓導，後任新莊郡役所庶務課視學）
- 橫山義二郎：1940年~1942年5月（原任日新尋常小學校訓導，後任雙溪東國民學校長）[4]
- 大園重：1942年8月~1945年10月（原任蓬萊國民學校教頭）[5]

戰後（到職年月）
- 劉錫齡：1945年10月
- 陳德銓：1946年3月
- 杜錫基：1948年9月
- 陳若昕：1952年9月
- 李固原：1955年7月
- 陳若昕：1969年12月
- 江定山：1973年9月
- 陳正元：1978年1月
- 王勵志：1987年2月
- 蔡錦庭：1995年8月
- 李雪梨：2003年8月
- 謝文祥：2007年2月
- 陳滄鉦：2007年8月
- 王春奎：2014年8月
- 王佩蘭: 2022年8月(現任)

## 著名校友
- 周玉蔻